# Jupiter (groupe de musique)
Pour les articles homonymes, voir Jupiter.
Jupiter  est un groupe de musique électronique français, originaire de Paris, évoluant sur le label Grand Blanc.

## Biographie
À la suite de leur rencontre sur une piste de danse londonienne, Amélie de Bosredon et Quarles Baseden décident de collaborer et créent ainsi le duo Jupiter. Largement influencé par la richesse des ingrédients disco, Quarles est au synthé tandis qu’Amélie assure le chant. Leur premier titre est une reprise du célèbre Mama Used to Say par Junior (1982), titre qui a scellé leur union. Le groupe se popularise avec la sortie de l'EP Saké en 2011. Ils sortent l'année suivante, en 2012, l'album Juicy Lucy, qui contient des sons Italo disco et rock FM.
En 2020, ils sortent leur troisième album, Hey There.

## Discographie

### Albums studio
- 2012 : Juicy Lucy (Grand Blanc)

1. One O Six - 3:08
2. Elliot Uppercut - 3:29
3. Set the Course of the Nile - 3:13
4. Hula Hoop - 3:33
5. Saké - 5:05
6. Avalon - 3:40
7. Oh I - 4:15
8. St Petersbourg - 2:55
9. Juicy Lucy (needs a Boogieman) - 3:44
10. La Dynamo - 3:17
11. Starlighter - 3:14

- 2015 : Bandana Republic (Grand Blanc)

1. AV
2. Bandana
3. Celsius
4. Do it
5. 1523 Allessandro St.
6. Steady Rocking
7. Chocolate
8. EastWest
9. Tiki Nights
10. Sun, Gun, Gum

- 2020 : Hey There (Grand Blanc)

1. CHIP - 4:56
2. Rollerskates - 4:21
3. Mama sed to Say - 2:49
4. Mercurian (Jupiter Remix) - 3:41
5. Oh! J'Cours seul - 3:19
6. Alice - 3:22
7. Flamingo - 5:19
8. Saké (Rhodes version) - 2:30
9. Sage comme une image (Club Mix) - 6:03
10. CHIP (Shook Remix) - 4:53

### EP et singles
- 2009 : Starlighter (Grand Blanc)

1. Starlighter - 3:14
2. Starlighter (Cyndi Krash Krash Burn Burn Remix) - 3:52
3. Submarine 75 - 4:23
4. Starlighter (Steve Moore Remix) - 5:28
5. Starlighter (Bottin Remix) - 6:12
6. Starlighter (Loose Shus Remix) - 4:22

- 2010 : Vox Populi (Grand Blanc)

1. Vox Populi - 5:18
2. Vox Populi (Kid Who Remix) - 7:57
3. Vox Populi (Kid Who Remix Dub) - 7:57
4. Vox Populi (Lifelike Treatment) - 5:18

- 2011 : Saké (Kitsuné)

1. Saké - 5 :05
2. Saké (Para One & Tacteel Remix) - 5 :09
3. Saké (In Flagranti Remix) - 5 :03
4. Saké (Hannulelauri Remix) - 7 :54
5. Saké (Blackjoy Remix) - 4:56
6. Saké (Electricity Remix) - 6:15

- 2011 : Jupiter vs Kassav - Kass Limon (Kitsuné)

1. Kass Limon - 3:44

- 2012 : One O Six (Grand Blanc)

1. One O Six - 3:08
2. Multicolorising - 2:54
3. One O Six (A.N.D.Y. Remix) - 6:25
4. One O Six (Six O Six Remix) - 5:28
5. One O Six (The Supermen Lovers Basic Remix) - 5:13
6. One O Six (Juveniles Remix) - 3:57

- 2012 : Juicy Lucy (Needs A Boogieman) (Grand Blanc)

1. Juicy Lucy (Needs A Boogieman) - 3:43
2. Juicy Lucy (Needs A Boogieman) (Punks Jump Up Remix) - 4:54
3. '"Juicy Lucy (Needs A Boogieman) (Little Boots Remix) - 6:00
4. Juicy Lucy (Needs A Boogieman) (Zimmer Remix) - 5:43

### Remixes
| Année | Artiste              | Titre             |
| ----- | -------------------- | ----------------- |
| 2010  | Kit                  | Animals           |
| 2011  | Caravan Palace       | Clash             |
| 2011  | Metronomy            | Heartbreaker      |
| 2011  | Two Door Cinema Club | Undercover Martyn |
| 2011  | Anoraak              | Try Me            |
| 2011  | Chew Lips            | Salt Air          |
| 2012  | Blackjoy             | Mercurian         |
| 2012  | The Supermen Lovers  | Say No More       |
| 2012  | Sébastien Tellier    | Cochon-Ville      |
| 2012  | Citizens!            | Caroline          |
| 2012  | Midnight Magic       | Calling Out       |
| 2012  | BB Brunes            | Stéréo            |
| 2013  | Yann Wagner          | Changed           |
| 2013  | Lafayette            | Mauvaise mine     |
| 2013  | Juveniles            | Strangers         |